# 지크 아르노

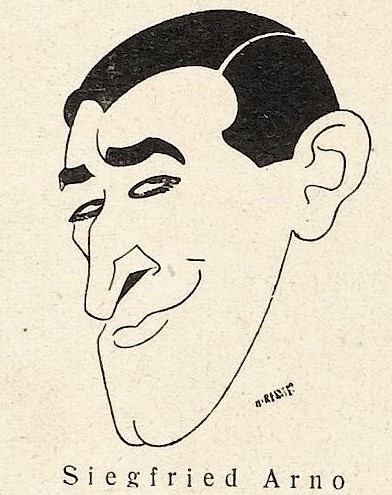

지크 아르노(독일어: Sig Arno, 1895년 12월 27일 ~ 1975년 8월 17일)는 독일의 배우이다.
함부르크에서 태어났으며 미국 우들랜드힐스에서 사망하였다. 사인은 파킨슨병이다. 본명은 지크프리트 아론(Siegfried Aron)이다.

## 영화
- 외교문서 운반자 (1952년)
- 온 문라이트 베이 (1951년)
- 아이다호의 공작부인 (1950년)
- 토스트 오브 뉴 올린스 (1950년)
- 낸시 리오 가다 (1950년)
- 그레이트 러버 (1949년)
- 송 투 리멤버 (1945년)
- 업 인 암스 (1944년)
- 싸우잰드 치어 (1943년)
- 두 베리 워즈 어 레이디 (1943년)
- 히스 버틀러스 시스터 (1943년)
- 미이라의 무덤 (1942년)
- 아이 매리드 언 엔젤 (1942년)
- 팜 비치 스토리 (1942년)
- 운명의 향연 (1942년)
- 초콜릿 솔저 (1941년)
- 잇 스타티드 위드 이브 (1941년)
- 미이라의 손 (1940년)
- 사랑이라 불리는 것 (1940년)
- 더 스타 메이커 (1939년)
- 판도라의 상자 (1929년) - 강사 역
- 버림받은 자의 일기 (1929년)
- 그리운 파리 (1927년)
- 마농 (1926년)